# 腓特烈·威廉二世
腓特烈·威廉二世（德語：Friedrich Wilhelm II，1744年9月25日—1797年11月16日）霍亨索伦王朝的普鲁士国王（1786年8月17日—1797年11月16日在位）。
他是腓特烈大帝之侄，一改過去實施25年的謹慎外交，在任內推行強權政治，獲得前所未有的領土增長率。這讓普魯士成為德意志人與波蘭人混合的「雙民族國家」，並從實際上的次強，晉升為名副其實的列強。但是，因為他疏於軍備改革，普魯士的戰力逐漸下降，無法因應法國大革命之後新局勢的挑戰。他的宗教文化政策是以振興新教傳統來對抗理性啟蒙；此外，他大力贊助文藝建設，使得普魯士的文化軟實力大幅上升。
包括1788年在柏林建造著名的勃蘭登堡門。

## 出身与早年生活
腓特烈·威廉二世是普鲁士王子奧古斯特·威廉与不伦瑞克-沃尔芬比特尔公爵斐迪南·阿尔布雷希特二世的女儿路易丝·阿瑪莉埃的儿子，生于柏林。奧古斯特·威廉亲王是腓特烈·威廉一世的第五子，腓特烈二世的弟弟。他母亲的姐姐是腓特烈二世的王后。由于腓特烈二世没有子嗣，他的父亲奧古斯特·威廉成了普魯士王位的继承人。1758年父亲去世，他成了普魯士的王储。
腓特烈·威廉长相英俊，年幼时性格随和，但做什么事都不能持之以恒，心理素质不高，意志薄弱，缺乏主见。他天资聪明，爱好文艺。在他的倡导下，普鲁士的文化事业非常兴旺。他曾是音乐家莫扎特、贝多芬的赞助人，本人也是一個有才華的大提琴家。他的私人交响乐队享誉欧洲。在他的王储时代，腓特烈二世曾聘任他许多的职位，然而腓特烈二世对他的性格和周围环境公开地表现出疑虑。

## 普鲁士国王

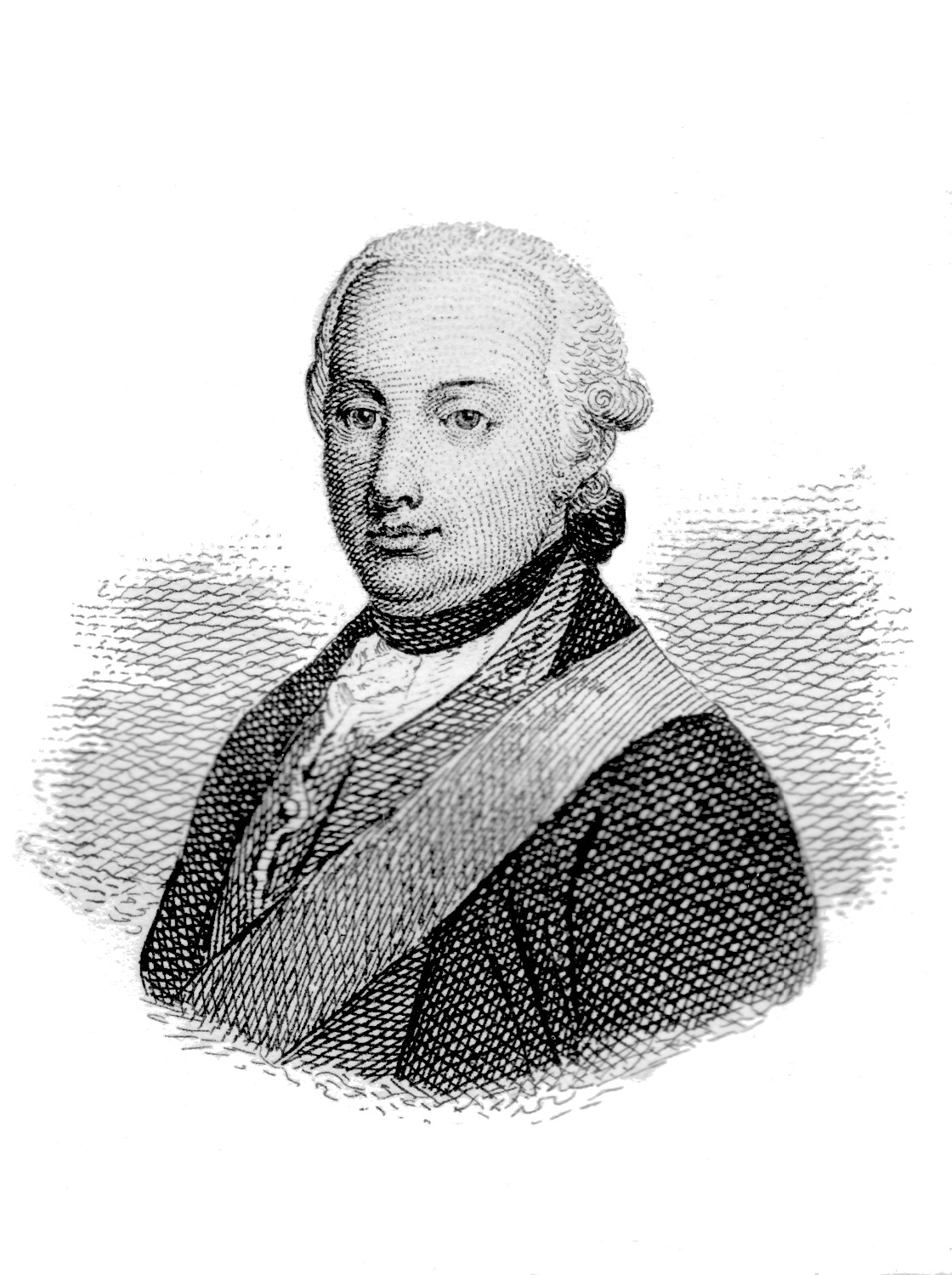
普鲁士国王腓特烈·威廉二世

### 內政改革
1786年腓特烈二世去世后，腓特烈·威廉继承了普魯士王位成为国王腓特烈·威廉二世。他刚上任的一些政策似乎使人们消除了疑虑：他大幅減稅以减轻人民负担、改革沉重的法国式的征税制度、通过减少缴纳关税来鼓励贸易、修建道路和水渠，还对教育进行改革。这一切使腓特烈·威廉二世很受民众欢迎。比起前任的腓特烈大帝，缺乏赫赫戰功的新國王雖然沒有得到人民的太多敬重，但卻比前任廣受愛戴，甚得民心。

### 神祕主義與新教抬頭
但没过多久，腓特烈·威廉二世就表现出意志薄弱，缺乏主见的弱點，他完全处于一个叫约翰·克里斯托福·冯·沃尔纳（Johann Christoph von Wöllner）的神秘主义者的影响之下，以至於冯·沃尔纳成為實際的首相。1788年，腓特烈·威廉二世颁布了“宗教敕令”，确认了宗教自由（給予猶太人、門諾會與摩拉維亞弟兄會充分的保護），维护基督教反抗“启蒙运动”，加以诸多限制，如限制传教，限定神职人员只能信仰新教；同年12月18日，制定了一套严厉的出版物审查制度，以压制言论自由。雖然沃尔纳的宗教政策遭到很多批評，但這實際上被證明是讓普魯士國家穩定的重要因素。
國王雖然好色而情婦眾多，但是非常虔誠地信仰新教。這個政策導向使普魯士的宗教熱情被重新喚醒，文藝學術也在國王的贊助下而變得文化興盛、人才輩出。過去窮酸、粗線條與過度理性的普魯士逐漸在消失，柏林市內的文藝沙龍和政治沙龍開始欣欣向榮，成為德意志浪漫主義的大本營。

### 強權外交與領土遽增
若跟前任國王互相比較，腓特烈·威廉二世的個性與晚年的腓特烈大帝完全相反，他心地善良、信仰虔誠、積極進取、暴躁衝動、雄心勃勃、好色多情。因此他一上台，就打破前任國王謹慎小心的外交政策（腓特烈大帝在七年戰爭後，曾發誓說：「以後我連一隻貓都不攻擊了。」），推行大膽輕佻的強權外交，並在一連串的好運之下，獲得巨大的成功。
1787年，联省共和国发生反对联省共和国执政威廉五世的起义。9月13日，腓特烈·威廉二世为了保护他的妹妹──威廉五世的妻子而入侵联省共和国（獲得英國首相小皮特的支持）。联省共和国各省在普魯士军队入侵下纷纷投降，威廉五世复辟（普-荷-英同盟成立）。1790年，普魯士参与了俄奥对抗土耳其的战争并获得胜利，但并没有获得领土，这场战争后普魯士放弃了腓特烈二世以来的反奥传统。
1789年法国大革命爆发。腓特烈·威廉二世与神圣罗马帝国皇帝利奥波德二世同为最顽固的反对法国大革命的欧洲君主。1791年，腓特烈·威廉二世与利奥波德二世在皮尔尼茨会晤，发表皮尔尼茨宣言，宣称要以武力对待法国革命。1792年2月，腓特烈·威廉二世与利奥波德二世缔结第一次反法同盟，这是后来欧洲形成的一系列反法联盟的基础。但是，同年普軍在局部性的瓦爾密戰役中輸給革命後的法軍，腓特烈·威廉二世立刻撤出普軍，全力往東去瓜分波蘭。

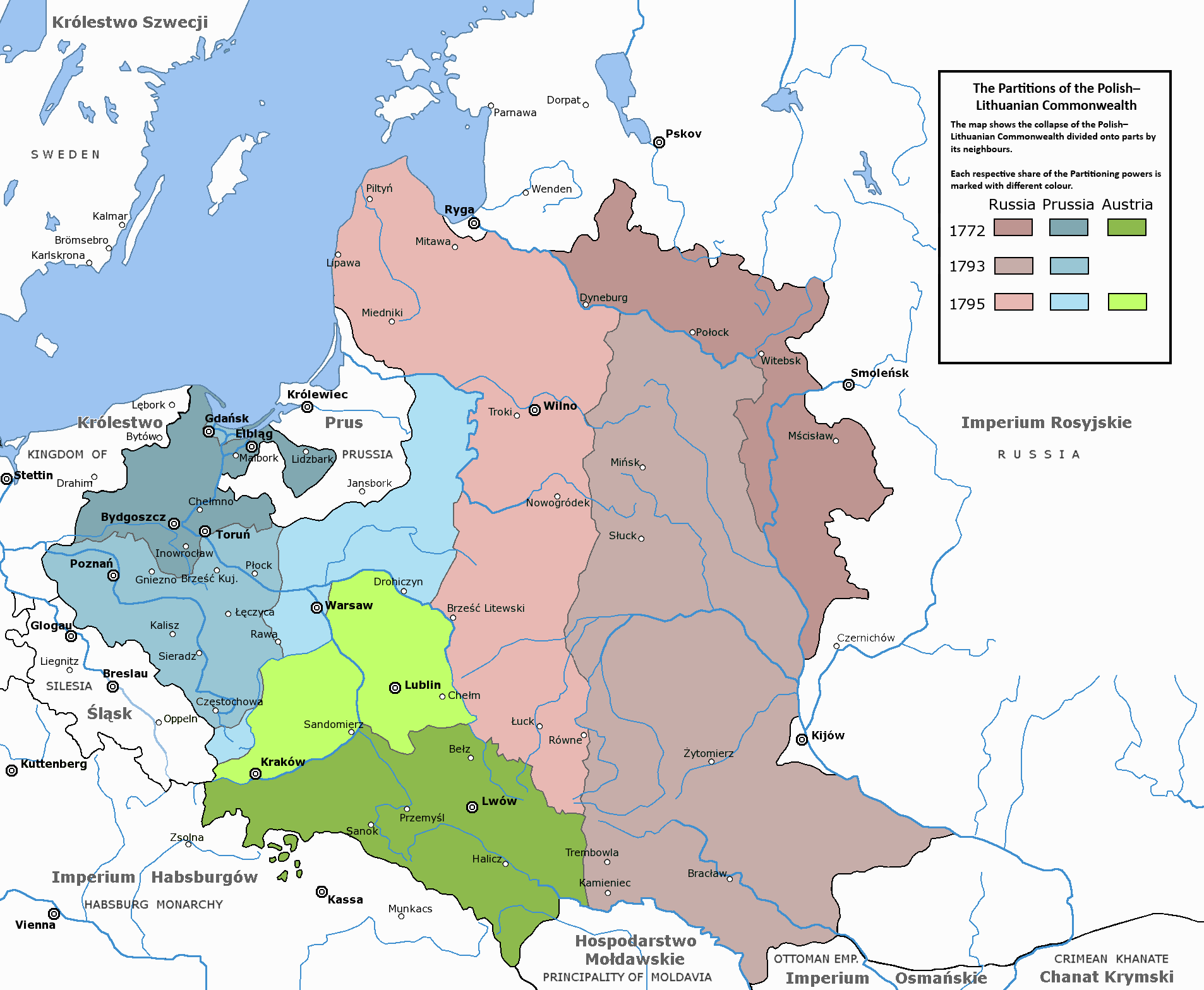
三国瓜分波兰示意图

18世纪80年代，被普鲁士、奥地利、俄罗斯第一次瓜分后的波兰的中小贵族和新兴的资产阶级代表掀起爱国运动。波蘭與普魯士結盟之後，於1791年通过《五三宪法》。1792年，俄罗斯入侵波兰，普鲁士背叛了与波兰的軍事同盟，出兵攻占波蘭領土。1793年1月23日，普鲁士与俄罗斯完成第二次瓜分波蘭，普鲁士得到了格但斯克和托伦、波兹南等大波兰地区，共5.8万平方公里、110万人口；俄罗斯获得相当于今日的白俄罗斯和乌克兰西部的领土；奥地利由于忙于反对法国大革命没有参加这次瓜分。1794年3月，波兰民族英雄塔杜什·科希丘什科领导波兰人民在克拉科夫举行民族起义，4月占领华沙，建立革命政权。11月，俄军在普、奥配合下，将起义镇压下去。1795年10月，俄、普、奥3国签订第三次瓜分波兰的协议：俄占立陶宛、西白俄罗斯、库尔兰、沃伦西部、西乌克兰大部；奥占包括克拉科夫、卢布林在内的全部小波兰地区和马佐夫舍一部分；普占其余的西部地区，其中包括华沙和马佐夫舍的余部，面积 5.5万平方公里、人口100万。至此，波兰立陶宛联邦灭亡。
为了维护普鲁士在波兰的利益，1795年普鲁士以及西班牙、黑森-卡塞尔与法兰西共和国签定巴塞尔和约，法国归还了在反法战争中占领的莱茵河以东的领土，允許萊茵河以東的北德地區成為普魯士的勢力範圍。第一次反法同盟失败。普鲁士被多數君主国视为叛徒，在欧洲被俄、法之外的國家敵視。
腓特烈·威廉二世在位期间，普鲁士的国土面积由30万平方公里增加到87万平方公里，人口從540萬增加到870萬。但普鲁士在欧洲的威望下降，政府无能，财政因為減稅與浪費而一片混乱，国债高达4800万塔勒；军队雖擴張到有史以來的最高數量——近24萬（189,000步兵和48,000騎兵）但守舊老化的情形日趨嚴重。1797年11月16日腓特烈·威廉二世在波茨坦去世，留下一个近乎破产的国家。

## 婚姻与子女
腓特烈·威廉二世一生结婚两次，有四子四女：
- 1765年6月14日，腓特烈·威廉二世与不伦瑞克-沃尔芬比特尔公爵卡尔一世的女儿伊丽莎白·克莉絲汀·烏爾里克（Elisabeth Christine Ulrike，1756年—1840年）结婚，有一女：
  - 长女弗蕾德里克·夏洛特·烏爾里克·卡塔琳娜（Friederike Charlotte Ulrike Katharina，1767年5月7日—1820年8月6日），1791年与英王乔治三世的次子约克公爵腓特烈结婚

二人于1769年离婚。
- 1769年7月14日，腓特烈·威廉二世与黑森-达姆施塔特伯爵路德维希九世的女儿弗蕾德里克·路易丝结婚，有四子三女：
  - 长子腓特烈·威廉（Friedrich Wilhelm，1770年—1840年），普鲁士国王。
  - 次女弗蕾德里克·克莉絲汀·阿瑪莉亞·威廉明妮（Friederike Christine Amalie Wilhelmine，1772年—1773年），夭折
  - 次子腓特烈·路德维希·卡尔（Friedrich Ludwig Karl，1773年—1796年），1793年与梅克伦堡-施特雷利茨公爵卡尔二世的女儿弗蕾德里克·卡羅琳·索菲亚·亚历山德琳（Friederike Karoline Sophie Alexandrine，1778年—1841年）结婚，有二子一女。路德维希去世后，弗蕾德里克先后嫁给了索尔姆斯-布劳恩菲尔斯的弗里德里希·威廉和漢諾威国王恩斯特·奥古斯特一世。
  - 三女弗蕾德里克·路易丝·威廉明妮（Friederike Luise Wilhelmine，1774年—1837年），1791年嫁给奥兰治的威廉亲王，日后的荷兰国王威廉一世。
  - 四女奥古斯塔·克莉絲汀·弗蕾德里克（Auguste Christine Friederike，1780年—1841年），1797年与未来的黑森选侯威廉二世结婚。
  - 三子腓特烈·海因里希·卡尔（Friedrich Heinrich Karl，1781年—1846年）
  - 四子腓特烈·威廉·卡尔（Friedrich Wilhelm Karl，1783年—1851年），1804年与黑森-霍姆堡伯爵腓特烈五世·路德维希的女儿玛利亚·安娜·艾米莉娅（Maria Anna Amalie）结婚，有四子四女。

此外，腓特烈·威廉二世有多名情妇，并有多位私生子。其中一名私生子弗里德里希·威廉·冯·勃兰登堡弗里德里希·威廉·冯·勃兰登堡日后成为普鲁士首相。